# 2017-es kínai labdarúgó-bajnokság (első osztály)
A kínai labdarúgó-bajnokság első osztályának 2017-es szezonja (angolul: 2017 Ping An Chinese Football Association Super League) (kínaiul: 2017中国平安中国足球协会超级联赛) a 14. kínai labdarúgó-bajnokság. A címvédő a Kuangcsou Evergrande. A bajnokság főszponzora a Ping An Insurance.
Ettől a szezontól kezdve a Labdarúgó Szövetség döntése értelmében egy csapatban egyszerre maximum három külföldi játékos lehet a pályán, valamint a mérkőzésre nevezett keretben szerepeltetni kell két 23 évnél fiatalabb (1994. január 1.-e után született) hazai labdarúgót, és közülük az egyiknek a kezdőcsapatban kell szerepelnie.

## Csapatváltozások
Feljutók az élvonalba
- Tiencsin Csüancsien FC
- Kujcsou Hengfeng Zicseng

Kiesők a másodosztályba
- Hangcsou Greentown
- Sicsiacsuang Ever Bright

### Név változtatások
- A Peking Guoan FC 2017 januárjában Peking Sinobo Guoan FC-re[6]
- Csungking Lifan FC 2017 januárjában Csungking Dangdaj Lifan FC-re[7]

## A 2017-es szezon csapatai

### Klub adatok
| Csapat                     | Vezetőedző          | Város       | Stadion                                   | Befogadóképesség | Helyezés a 2016-os szezonban |
| -------------------------- | ------------------- | ----------- | ----------------------------------------- | ---------------- | ---------------------------- |
| Kuangcsou Evergrande C     | Luiz Felipe Scolari | Kuangcsu    | Tianhe Stadium                            | 58,500           | 1.                           |
| Csiangszu Szuning          | Choi Yong-soo       | Nanking     | Nanjing Olympic Sports Center             | 61,443           | 2.                           |
| Sanghaj SIPG               | André Villas-Boas   | Sanghaj     | Shanghai Stadium                          | 56,842           | 3.                           |
| Sanghaj Senhua             | Gustavo Poyet       | Sanghaj     | Hongkou Football Stadium                  | 33,060           | 4.                           |
| Peking Guoan               | José González       | Peking      | Workers Stadium                           | 66,161           | 5.                           |
| Kuangcsu R&F               | Dragan Stojković    | Kuangcsu    | Yuexiushan Stadium                        | 18,000           | 6.                           |
| Hopej China Fortune        | Manuel Pellegrini   | Qinhuangdao | Qinhuangdao Olympic Sports Center Stadium | 33,572           | 7.                           |
| Jenpien Funde              | Park Tae-ha         | Yanji       | Yanji Nationwide Fitness Centre Stadium   | 30,000           | 8.                           |
| Csungking Lifan            | Chang Woe-ryong     | Csungking   | Chongqing Olympic Sports Center           | 58,680           | 9.                           |
| Liaoning Whowin            | Ma Lin              | Senjang     | Shenyang Olympic Sports Center Stadium    | 60,000           | 10.                          |
| Tianjin Teda               | Jaime Pacheco       | Tiencsin    | Tiencsini Olimpiai Stadion                | 54,696           | 11.                          |
| Csangcsun Jataj            | Lee Jang-soo        | Csangcsun   | Development Area Stadium                  | 25,000           | 12.                          |
| Henan Jianye               | Jia Xiuquan         | Csengcsou   | Zhengzhou Hanghai Stadium                 | 29,860           | 13.                          |
| Shandong Luneng            | Felix Magath        | Csinan      | Jinan Olympic Sports Luneng Stadium       | 56,808           | 14.                          |
| Tiencsin Csüancsien FC P   | Fabio Cannavaro     | Tiencsin    | Haihe Educational Football Stadium        | 30,000           | CL1, 1.                      |
| Kujcsou Hengfeng Zicseng P | Li Bing             | Kujcsou     | Guiyang Olympic Sports Center             | 51,636           | CL1, 2.                      |

### Edzőváltások
| Csapat         | Előző edző           | Szerződésbontás dátuma | Kinevezett edző   | Szerződéskötés dátuma |
| -------------- | -------------------- | ---------------------- | ----------------- | --------------------- |
| Sanghaj SIPG   | Sven-Göran Eriksson  | 2016. november 4.      | André Villas-Boas | 2016. november 4.     |
| Sanghaj Senhua | Gregorio Manzano     | 2016. november 9.      | Gustavo Poyet     | 2016. november 29.    |
| Peking Guoan   | Xie Feng (megbízott) | 2016. november 23.     | José González     | 2016. november 23.    |